# Salme (commune)
Salme (en estonien : Salme vald) était une municipalité rurale du Comté de Saare en Estonie. Elle s'étendait sur 115,07 km2.
Sa population était de 1 138 habitants(01.01.2012). En octobre 2017, Salme a fusionné avec la commune de Saaremaa.

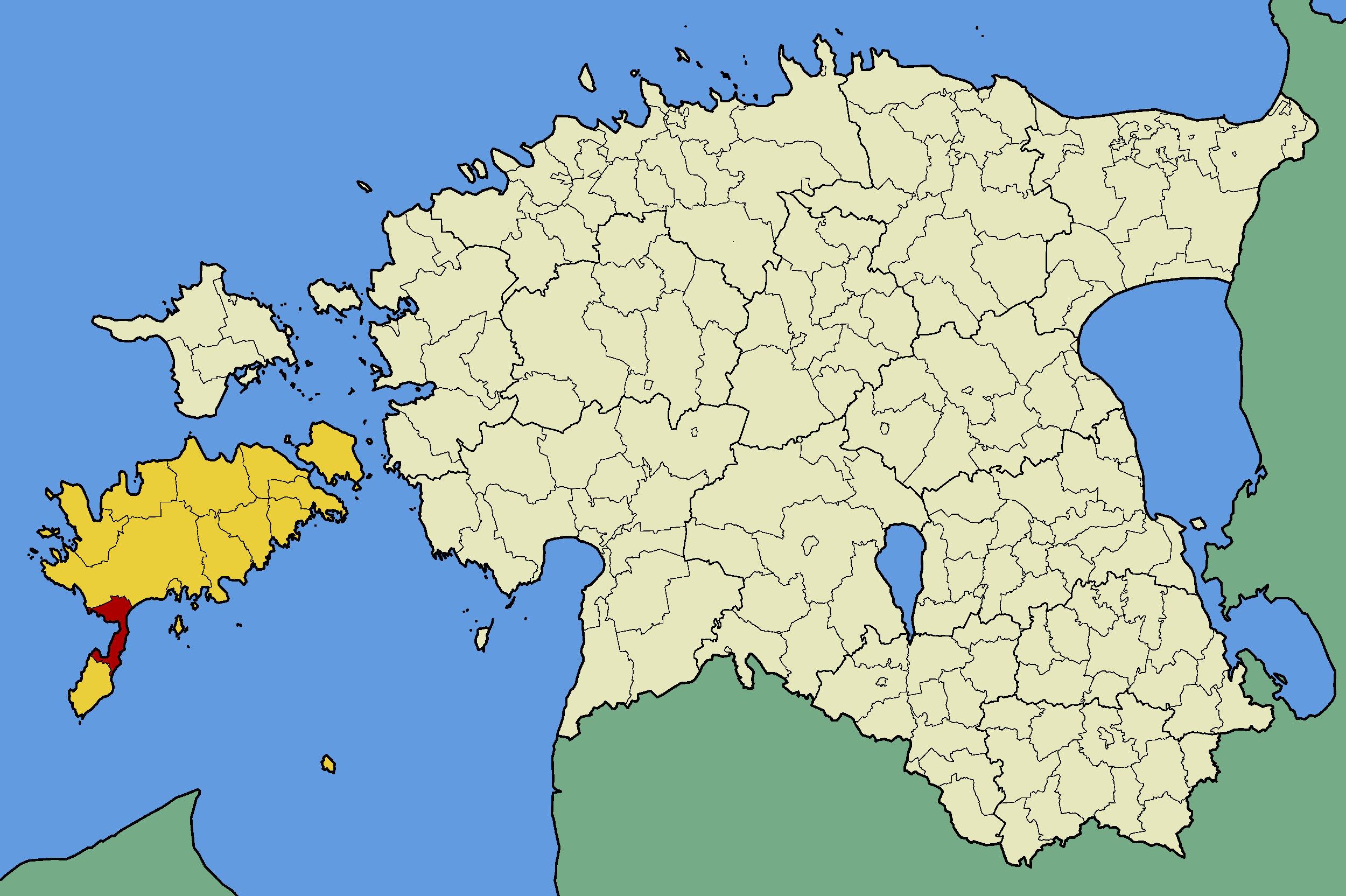
Commune de Kärla (en rouge) dans le Comté de Saare (en jaune).

## Municipalité
La commune comprenait 1 bourg et 24 villages:

### Bourg
Salme

### Villages
Anseküla, Easte, Hindu, Imara, Järve, Kaimri, Kaugatoma, Lahetaguse, Lassi, Lõmala, Lõu, Länga, Läätsa, Metsalõuka, Mõisaküla, Möldri, Rahuste, Suurna, Tehumardi, Tiirimetsa, Toomalõuka, Ula, Vintri, Üüdibe

## Histoire
Deux bateaux (en) de conception scandinave sont identifiés en 2008 et 2010. Ils ont servi de bateau-tombe à plus de 40 individus enterrés avec leurs épées. Les analyses confirment une origine Suiones. L'interprétation renvoie vers deux hypothèses. La première dans laquelle Salme est le lieu d'un raid viking vers 750 contre les Oeseliens (en) qui dirigent le territoire, la seconde dans laquelle les deux bateau viking rejoignent l'île dans une mission diplomatique qui se transforme en bataille. Cette découverte remet en question les origines des raids viking et leur chronologie.